# Fabio Fulco
Fabio Fulco, pseudonimo di Fabio Bifulco (Napoli, 4 agosto 1970), è un attore ed ex modello italiano.

## Biografia
Nato a Napoli e cresciuto a San Giuseppe Vesuviano, inizia la sua carriera come fotomodello, esordisce nel 1996 usando il suo vero cognome nei fotoromanzi Lancio, e poi nel cinema con il film Donne in bianco, diretto da Tonino Pulci. L'anno successivo è nel cast di Un tè con Mussolini, regia di Franco Zeffirelli. Tra il 1999 e il 2000 recita nella soap opera Vivere, in onda su Canale 5. In seguito alterna cinema e televisione, dove partecipa a diverse fiction tv di successo, tra cui le serie televisiva: Orgoglio e Orgoglio capitolo secondo, Incantesimo 7, Incantesimo 8, in cui interpreta il ruolo di Sergio Fanti, e Don Matteo 5.
Nel 2005 partecipa, su Rai 1, alla seconda edizione di Ballando con le stelle: durante il programma conosce e si innamora di Cristina Chiabotto. Nella primavera del 2007 appare su Canale 5 nella miniserie tv Il giudice Mastrangelo 2, dove interpreta il ruolo di Paolo Parsani. Nello stesso anno è protagonista della serie tv Gente di mare 2, diretta da Giorgio Serafini e Andrea Costantini. Nel 2008 partecipa al fianco di Sandra Mondaini e Raimondo Vianello al film tv Crociera Vianello, ultimo lavoro della celebre coppia; nel dicembre dello stesso anno ritorna su Rai Uno con la miniserie in quattro puntate, Artemisia Sanchez, regia di Ambrogio Lo Giudice, con Michelle Bonev nel ruolo della protagonista.
Nel 2015 interpreta Federico Ruffo nella serie TV di Rai 1 Un passo dal cielo. Il 15 giugno 2017 esce nelle sale Il crimine non va in pensione che lo vede impegnato nel doppio ruolo di attore e regista. Nell'autunno 2017 è tra gli interpreti principali de Le tre rose di Eva 4, al fianco di attrici come Anna Safroncik e Laura Torrisi. A partire da giugno 2018 interpreta Valerio Viscardi nella soap opera Un posto al sole.
Nel 2022, viene annunciata la sua partecipazione alla soap di Rai 1 Il paradiso delle signore nel ruolo di Ferdinando di Torrebruna. Annuncia inoltre il suo ingresso nel cast della seconda stagione di Mina Settembre

## Vita privata
È stato legato sentimentalmente all'ex Miss Italia e conduttrice televisiva Cristina Chiabotto, conosciuta durante la trasmissione Ballando con le stelle, dal 2005 al 2017. È tifoso del Napoli. Nel 2018 conosce Veronica Papa, imprenditrice e finalista di Miss Italia nel 2014 e Miss Mondo nel 2016; la loro relazione resta segreta per circa un anno. Nel 2021 nasce a Napoli la loro primogenita Agnes. A luglio del 2023 Fabio e Veronica si sposano a Minori, in Costiera Amalfitana.

## Filmografia

### Cinema
- Simpatici e antipatici, regia di Christian De Sica (1998)
- Donne in bianco, regia di Tonino Pulci (1998)
- Un tè con Mussolini, regia di Franco Zeffirelli (1999)
- Malefemmene, regia di Fabio Conversi (2001)
- Prigionieri di un incubo, regia di Franco Salvia (2001)
- Alas Rotas, regia di Carlos Gil (2002)
- Né terra né cielo, regia di Giuseppe Ferlito (2003)
- Vaniglia e cioccolato, regia di Ciro Ippolito (2004)
- Per giusto omicidio, regia di Diego Febbraro (2004)
- Vita Smeralda, regia di Jerry Calà (2006)
- Piacere Michele Imperatore, regia di Bruno Memoli (2008)
- Fonogramma strasti, regia di Nikolaj Lebedev (2009)
- Die, gioca o muori (Die), regia di Dominic James (2010)
- Transgression, regia di Enric Alberich (2011)
- Il crimine non va in pensione, regia di Fabio Fulco (2017)
- Los Rodríguez y el más allá, regia di Paco Arango (2019)
- Codice Karim, regia di Federico Alotto (2021)
- E buonanotte - Storia del ragazzo senza sonno, regia di Massimo Cappelli (2022)
- Knockdown - The Suicide Format, regia di Inessa Gordeiko (20023)
- Il sogno dei pastori, regia Tomaso Mannoni (2024)

### Cortometraggi
- Il progetto, regia di Manuèl De Teffé (2008)
- Muoio per te, regia di Giuseppe Bucci (2010)
- Babbale, regia di Matteo Nicoletta (2022)
- Pungoli e manette, regia di Andrea Cacciavillani e Tonino di Ciocco (2024)

### Televisione
- Anni '50, regia di Carlo Vanzina – miniserie TV (1998)
- Vivere – soap opera (1999-2000)
- La casa delle beffe, regia di Pier Francesco Pingitore – miniserie TV (2000)
- Don Luca – serie TV, episodio 1x19 (2001)
- Il bello delle donne – miniserie TV, episodio Febbraio - fuga dal marciapiede (2001)
- Con gli occhi dell'assassino, regia di Corrado Colombo – film TV (2001)
- Belgrado Sling, regia di Riccardo Donna – film TV (2001)
- Os Maias – soap opera (2001)
- La guerra è finita, regia di Lodovico Gasparini – miniserie TV (2002)
- Le ragazze di Miss Italia, regia di Dino Risi – film TV (2002)
- Orgoglio – serie TV (2004)
- Incantesimo 7 – soap opera, 30 puntate (2004)
- Orgoglio 2 – serie TV (2005)
- Incantesimo 8 – soap opera, 26 puntate (2005-2006)
- Don Matteo – serie TV, 4 episodi (2006, 2014, 2024) - tre ruoli diversi
- Il giudice Mastrangelo 2, regia di Enrico Oldoini – serie TV (2007)
- Gente di mare 2 – serie TV, 14 episodi (2007)
- Crociera Vianello, regia di Maurizio Simonetti – film TV (2008)
- Artemisia Sanchez, regia di Ambrogio Lo Giudice – miniserie TV (2008)
- Il sogno del maratoneta, regia di Leone Pompucci – miniserie TV (2012)
- Caruso, la voce dell'amore, regia di Stefano Reali – miniserie TV (2012)
- Aída – serie TV, episodio 9x44 (2012)
- Donne in gioco, regia di Michelle Bonev – miniserie TV (2013)
- Cuéntame cómo pasó – serie TV, 4 episodi (2014)
- Non avere paura - Un'amicizia con Papa Wojtyla, regia di Andrea Porporati – film TV (2014)
- Un passo dal cielo – serie TV, episodi 3x16-3x17 (2015)
- Black Death: The Series – serie TV (2017)
- Le tre rose di Eva 4 – serie TV, 10 episodi (2017-2018)
- Un posto al sole – soap opera (2018-2019)
- Mina Settembre – serie TV, episodio 2x12 (2022)
- Il paradiso delle signore – soap opera, 34 puntate (2022-2023)
- Kostas – serie TV, regia di Milena Cocozza, 5 episodi (2024)
- Don Matteo – serie TV, episodio 14x02 (2024)

## Teatro
- E fu così che non morì un amore, regia di Filomena Pisani (2012)

## Programmi televisivi
- Ballando con le stelle (Rai 1, 2005) Concorrente
- Non sono una signora (Rai 2, 2023) Concorrente